# Upruc pol
Upruc Pol este o companie producătoare de rezervoare din poliester localizata in România.
Obiectul de activitate al firmei cuprinde, printre altele producerea si comercializarea de rezervoare orizontale, verticale, subterane, sisteme de tratare a apei, fose septice, separatoare lichide si alte produse poliester ca mobila urbana.
Cifra de afaceri în 2007: 8,899 milioane lei (2.1 milioane euro)